# Agathosma

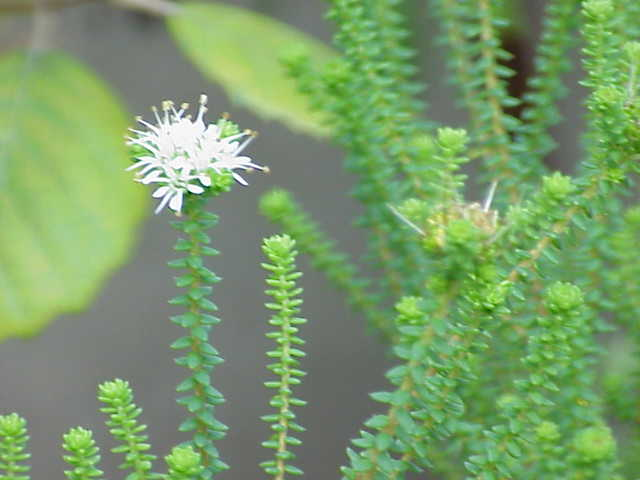
Virágzó hajtása

Az Agathosma mintegy 140 fajt tartalmazó nemzetség a rutafélék családjában; Afrika déli részén őshonos. A nemzetség ismert még a következő neveken: buchu, boegoe, bucco, bookoo és diosma. Szigorúan véve a buchu csak két mérgező gyógynövényt jelöl, amik illatanyagaik illetve gyógyászati alkalmazásaik révén nevezetesek.

## Felhasználás
A fent említett két faj Nyugat-Fokföldön honos: ezek az Agathosma betulina és az Agathosma crenulata, mindkettőt illóolajaikért termesztik.
Az előbbi növényt emésztő- és kiválasztórendszeri panaszok kezelésére alkalmazták: ennek hátterében vizelethajtó illetve antiszeptikus hatású fenolvegyületek állnak. Az 1860-as évektől kezdve angol nyelvű országokban palackozott infúziókban árulták mint „buchuteát”; a kereslet az 1880-as években visszaesett, de napjainkig sem szűnt meg.
A belőle kinyert illóolajat ízesítésre és parfümökben használják.

## Fordítás
- Ez a szócikk részben vagy egészben  az   Agathosma című angol Wikipédia-szócikk ezen változatának fordításán alapul.  Az eredeti cikk szerkesztőit annak laptörténete sorolja fel. Ez a jelzés csupán a megfogalmazás eredetét és a szerzői jogokat jelzi, nem szolgál a cikkben szereplő információk forrásmegjelöléseként.